# Giuseppe Gibilisco
Giuseppe "Peppe" Gibilisco (5 de janeiro de 1979) é um ex-atleta italiano, campeão mundial e medalhista olímpico do salto com vara.
Conquistou a medalha de ouro no Campeonato Mundial de Atletismo de 2003, em Paris, com um salto de 5,90 m, sua melhor marca na carreira. Ele também tem uma medalha de bronze nos Jogos de Atenas 2004 e um total de doze medalhas em campeonatos internacionais diversos. Deixou o atletismo em 2014 e desde 2016 se dedica ao bobsleigh, estreando em 2017 na Copa do Mundo de Bobsleigh representando a Itália.